# Catedral de San Nicolás (Kiev)
La Catedral de San Nicolás (en ucraniano: Костел Св. Миколи; translit.: Kostol Sv. Mykoly) es la segunda catedral católica construida en Kiev, la capital de Ucrania. En la actualidad el edificio es compartido entre la Iglesia Católica de Ucrania y la Casa Nacional de Música de Cámara y Órgano. Otra iglesia católica, la Catedral de San Alejandro, es la iglesia católica más antigua de la ciudad y se sitúa cerca de la Plaza Europea, detrás de la Casa Ucraniana.
Fue construida entre 1899 y 1909 en estilo neogótico por los arquitectos V. Gorodetsky y E. Salya, de Kiev. Históricamente, ha pertenecido a la comunidad católica de rito latino. Se sitúa en Vulytsia Chervonoarmiyska (Calle del Ejército Rojo) en el Raión de Pechersk, al lado de la Universidad Lingüística Nacional de Kiev, entre el Estadio Olímpico de Kiev y la estación de trenes Kiev-Tovarny.

## Historia
En 1898 se realizó una competición para el diseño de una catedral católica en Kiev, que fue ganada por el arquitecto S. Volovskiy.  Su propuesta consistía en una catedral neogótica con dos torres de 60 m de altura. La revisión y administración final del proyecto fue asignada al arquitecto Vladislav Gorodetsky, y Emilio Sala realizó las esculturas de piedra artificial. La estabilidad del edificio en el desigual terreno de Kiev fue garantizada por pilotes de taladro y relleno, un invento reciente de Anton Strauss. La construcción fue financiada exclusivamente por donaciones voluntarias, y duró diez años (1899–1909).

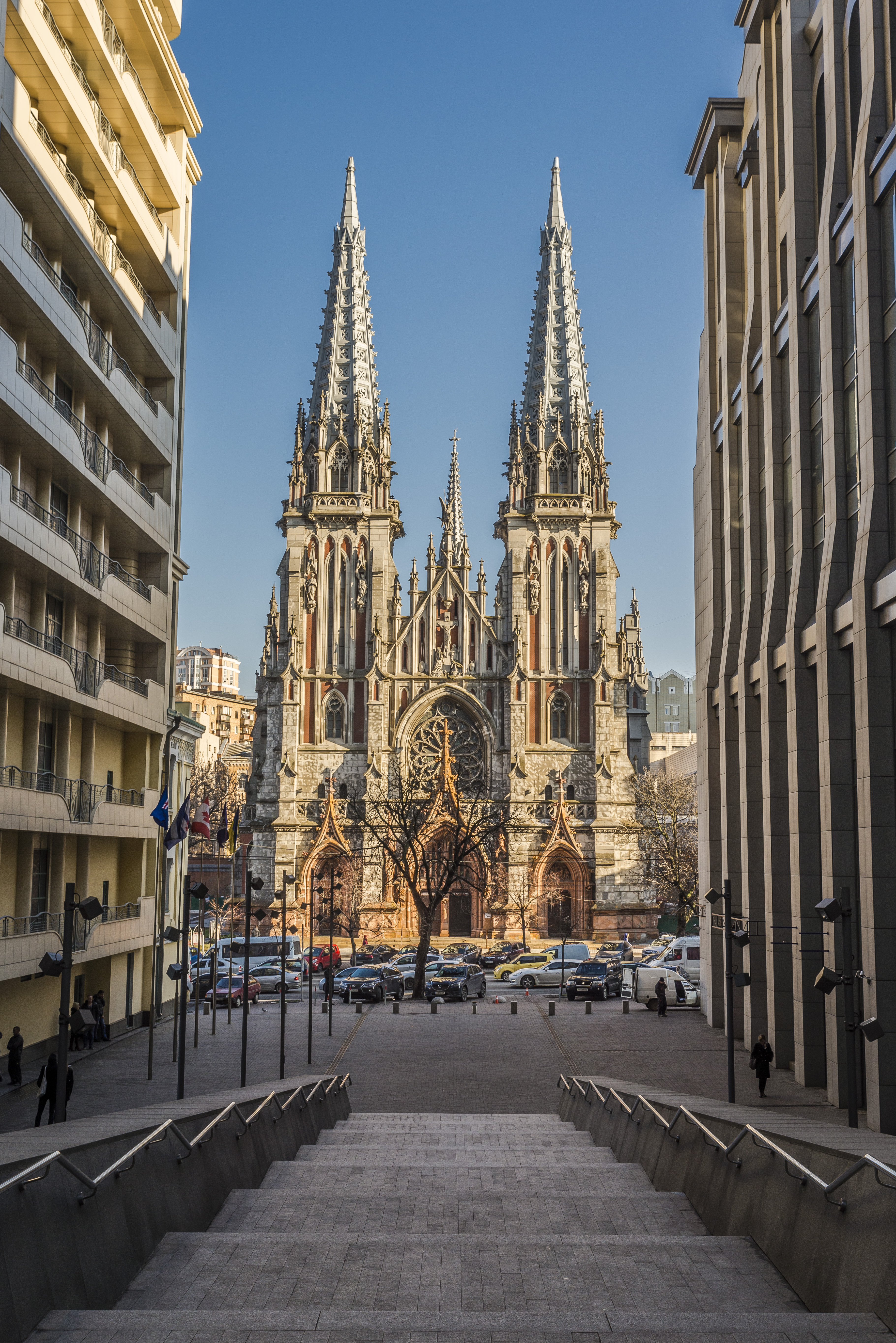
Catedral de San Nicolás

En 1909, la catedral fue consagrada en el nombre de San Nicolás, aunque la construcción no estaba todavía completada. También se construyó un edificio gótico de tres plantas para la clerecía parroquial a la izquierda de la catedral. En 1938, las autoridades soviéticas cerraron la catedral después de que su sacerdote católico estuviera "ausente" durante dos años debido a la persecución soviética de los cristianos. Durante algún tiempo tras su clausura, el edificio fue usado por los órganos punitivos para usos técnicos, y, en cierto momento, funcionó como edificio del KGB. Tras su restauración en 1979-1980, encargada por la Rada de Ministros de la República Socialista Soviética de Ucrania y los arquitectos O. Grauzhis e I. Tukalevskiy, la iglesia se transformó en la Casa Nacional de Música de Cámara y Órgano de Ucrania (en ucraniano: Національний будинок органної та камерної музики України; translit.: Natsional'nyi budynok orhannoyi ta kamernoi muzyky Ukrainy). Para la reconstrucción y restauración de la iglesia, que estaba gravemente dañada, las vidrieras fueron fabricadas en los Estados Bálticos, los muebles en Lviv, y los suelos de madera de alta calidad en el Óblast de Ivano-Frankivsk. La empresa Rieger–Kloss, entonces ubicada en Checoeslovaquia, fabricó un órgano para la catedral. Su fabricante intentó que el órgano encajara arquitectónicamente con el edificio. 

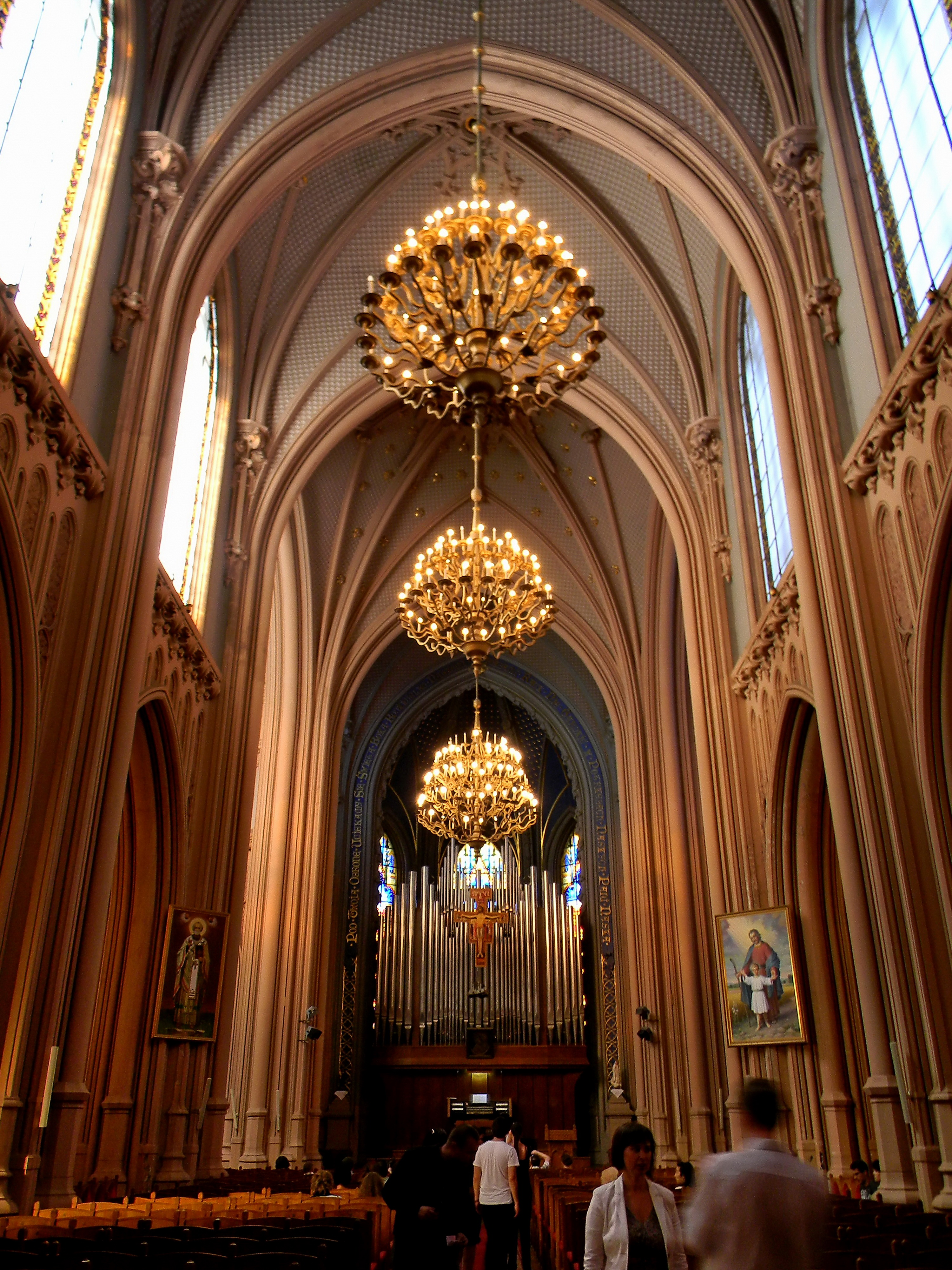
Vista interna

Desde 1992, se han celebrado allí misas y conciertos católicos. El Obispo Jan Purvinski consagró la catedral el 4 de enero de 1992, y se celebró una misa. Actualmente, pertenece al Departamento Municipal de Cultura de Kiev, pero la Iglesia Católica espera que se devuelva a la comunidad católica local de rito latino. El municipio de Kiev se niega a entregar el edificio hasta que se resuelva la cuestión de transferir el testamento de la Casa de Música de Órgano. Desde 2009 el edificio está en condiciones de emergencia.
Los servicios religiosos son realizados por sacerdotes de los Misioneros Oblatos de María Inmaculada. La mayoría de los servicios se realizan en ucraniano, aunque algunos días se realizan en polaco, latín y español.